# Vilém Fridrich Šlesvicko-Holštýnský
Vévoda Vilém Fridrich Šlesvicko-Holštýnský-Sonderbursko-Glücksburský, od roku 1934 Šlesvicko-Holštýnský (německy: Wilhelm Friedrich Christian Günther Albert Adolf Georg Prinz zu Schleswig-Holstein-Sonderburg-Glücksburg, později Prinz zu Schleswig-Holstein; 23. srpna 1891, Šlesvicko-Holštýnsko – 10. února 1965, Coburg), byl od 21. ledna 1934 do své smrti 10. února 1965 šestý šlesvicko-holštýnský vévoda a hlava rodu Oldenburků.

## Biografie
Princ Fridrich se narodil 23. srpna 1891 na panství Grünholz ve Šlesvicku-Holštýnsku v Prusku. Byl pátým dítětem a jediným synem vévody Fridricha Ferdinanda Šlesvicko-Holštýnsko-Sonderbursko-Glücksburského a jeho manželky princezny Karolíny Matyldy Šlesvicko-Holštýnsko-Sonderbursko-Augustenburské.
Otec prince Fridricha byl nejstarším synem vévody Fridricha Šlesvicko-Holštýnsko-Sonderbursko-Glücksburského a synovcem Kristiána IX. Dánského. Po smrti svého otce v roce 1885 se stal vévodou a hlavou rodu Šlesvicko-Holštýnsko-Sonderbursko-Glücksburských.

## Manželství

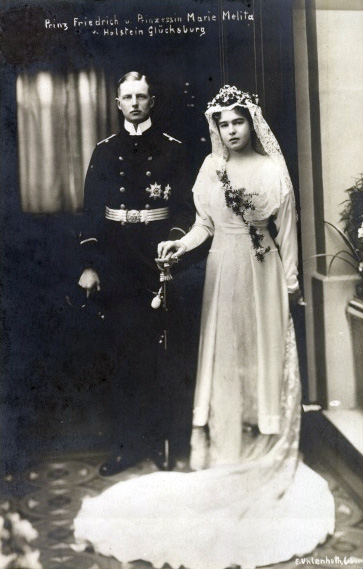
Fridrich a jeho nevěsta Marie Melita

Fridrich se 5. února 1916 v Coburku oženil se svou sestřenicí z druhého kolene princeznou Marií Melitou Hohenlohe-Langenburskou, dcerou knížete Arnošta II. Hohenlohe-Langenburského a jeho manželky princezny Alexandry Sasko-Kobursko-Gothajské. Fridrich a Marie Melita měli čtyři děti.

## Pozdější život
Když 27. dubna 1931 zemřela hlava rodu Šlesvicko-Holštýnsko-Sonderbursko-Augustenburských vévoda Albert Šlesvicko-Holštýnský, hlavou rodu Oldenburských se stal Fridrichův otec Fridrich Ferdinand, který tak zdědil titul šlesvicko-holštýnského vévoda.
Dne 21. ledna 1934 vévoda Fridrich Ferdinand zemřel a Fridrich se stal hlavou rodu Šlesvicko-Holštýnsko-Sonderbursko-Glücksburských.
Vévoda Fridrich zemřel 10. února 1965 v Coburgu v Bavorsku v Západním Německu.

## Potomci
- Dědičný princ Jan Albrecht Šlesvicko-Holštýnský (12. května 1917 – 10. srpna 1944)
- Princ Vilém Alfréd Ferdinand Šlesvicko-Holštýnsko-Sonderbursko-Glücksburský (24. září 1919 – 17. června 1926)
- Fridrich Arnošt Petr, 7. vévoda ze Šlesvicka-Holštýnska (30. dubna 1922 – 30. září 1980) se oženil s princeznou Marií Alix ze Schaumburg-Lippe a byl dědečkem současné hlavy rodu Šlesvicko-Holštýnských, Fridricha Ferdinanda Šlesvicko-Holštýnského.
- Princezna Marie Alexandra Šlesvicko-Holštýnsko-Sonderbursko-Glücksburská (9. července 1927 – 14. prosince 2000)

## Vývod z předků
|                                     |                                                                      |  |                                                                        |                                          |  |  |  |  |  |  |  | Fridrich Karel Ludvík Šlesvicko-Holštýnsko-Sonderbursko-Becký |
|                                     |                                                                      |  |                                                                        |                                          |  |  |  |  |  |  |  |                                                               |
|                                     | Fridrich Vilém Šlesvicko-Holštýnsko-Sonderbursko-Glücksburský        |  |                                                                        |                                          |  |  |  |  |  |  |  |                                                               |
|                                     |                                                                      |  |                                                                        |                                          |  |  |  |  |  |  |  |                                                               |
|                                     |                                                                      |  |                                                                        | Frederika Schliebenská                   |  |  |  |  |  |  |  |                                                               |
|                                     |                                                                      |  |                                                                        |                                          |  |  |  |  |  |  |  |                                                               |
|                                     | Fridrich Šlesvicko-Holštýnsko-Sonderbursko-Glücksburský              |  |                                                                        |                                          |  |  |  |  |  |  |  |                                                               |
|                                     |                                                                      |  |                                                                        |                                          |  |  |  |  |  |  |  |                                                               |
|                                     |                                                                      |  |                                                                        | Karel Hesensko-Kasselský                 |  |  |  |  |  |  |  |                                                               |
|                                     |                                                                      |  |                                                                        |                                          |  |  |  |  |  |  |  |                                                               |
|                                     | Luisa Karolína Hesensko-Kasselská                                    |  |                                                                        |                                          |  |  |  |  |  |  |  |                                                               |
|                                     |                                                                      |  |                                                                        |                                          |  |  |  |  |  |  |  |                                                               |
|                                     |                                                                      |  |                                                                        | Luisa Dánská a Norská                    |  |  |  |  |  |  |  |                                                               |
|                                     |                                                                      |  |                                                                        |                                          |  |  |  |  |  |  |  |                                                               |
|                                     | Fridrich Ferdinand Šlesvisko-Holštýnský                              |  |                                                                        |                                          |  |  |  |  |  |  |  |                                                               |
|                                     |                                                                      |  |                                                                        |                                          |  |  |  |  |  |  |  |                                                               |
|                                     |                                                                      |  |                                                                        | Filip II. ze Schaumburg-Lippe            |  |  |  |  |  |  |  |                                                               |
|                                     |                                                                      |  |                                                                        |                                          |  |  |  |  |  |  |  |                                                               |
|                                     | Jiří Vilém ze Schaumburg-Lippe                                       |  |                                                                        |                                          |  |  |  |  |  |  |  |                                                               |
|                                     |                                                                      |  |                                                                        |                                          |  |  |  |  |  |  |  |                                                               |
|                                     |                                                                      |  |                                                                        | Juliana Hesensko-Philippsthalská         |  |  |  |  |  |  |  |                                                               |
|                                     |                                                                      |  |                                                                        |                                          |  |  |  |  |  |  |  |                                                               |
|                                     | Adléta ze Schaumburg-Lippe                                           |  |                                                                        |                                          |  |  |  |  |  |  |  |                                                               |
|                                     |                                                                      |  |                                                                        |                                          |  |  |  |  |  |  |  |                                                               |
|                                     |                                                                      |  |                                                                        | Jiří I. Waldecko-Pyrmontský              |  |  |  |  |  |  |  |                                                               |
|                                     |                                                                      |  |                                                                        |                                          |  |  |  |  |  |  |  |                                                               |
|                                     | Ida Waldecko-Pyrmontská                                              |  |                                                                        |                                          |  |  |  |  |  |  |  |                                                               |
|                                     |                                                                      |  |                                                                        |                                          |  |  |  |  |  |  |  |                                                               |
|                                     |                                                                      |  |                                                                        | Augusta Schwarzbursko-Sondershausenská   |  |  |  |  |  |  |  |                                                               |
|                                     |                                                                      |  |                                                                        |                                          |  |  |  |  |  |  |  |                                                               |
| Vilém Fridrich Šlesvicko-Holštýnský |                                                                      |  |                                                                        |                                          |  |  |  |  |  |  |  |                                                               |
|                                     |                                                                      |  |                                                                        |                                          |  |  |  |  |  |  |  |                                                               |
|                                     |                                                                      |  | Frederik Kristián II. Šlesvicko-Holštýnsko-Sonderbursko-Augustenburský |                                          |  |  |  |  |  |  |  |                                                               |
|                                     |                                                                      |  |                                                                        |                                          |  |  |  |  |  |  |  |                                                               |
|                                     | Kristián August II. Šlesvicko-Holštýnsko-Sonderbursko-Augustenburský |  |                                                                        |                                          |  |  |  |  |  |  |  |                                                               |
|                                     |                                                                      |  |                                                                        |                                          |  |  |  |  |  |  |  |                                                               |
|                                     |                                                                      |  |                                                                        | Luisa Augusta Dánská                     |  |  |  |  |  |  |  |                                                               |
|                                     |                                                                      |  |                                                                        |                                          |  |  |  |  |  |  |  |                                                               |
|                                     | Fridrich VIII. Šlesvicko-Holštýnský                                  |  |                                                                        |                                          |  |  |  |  |  |  |  |                                                               |
|                                     |                                                                      |  |                                                                        |                                          |  |  |  |  |  |  |  |                                                               |
|                                     |                                                                      |  |                                                                        | Kristián Konrád Danneskioldsko-Samsøeský |  |  |  |  |  |  |  |                                                               |
|                                     |                                                                      |  |                                                                        |                                          |  |  |  |  |  |  |  |                                                               |
|                                     | Luisa Žofie z Danneskiold-Samsøe                                     |  |                                                                        |                                          |  |  |  |  |  |  |  |                                                               |
|                                     |                                                                      |  |                                                                        |                                          |  |  |  |  |  |  |  |                                                               |
|                                     |                                                                      |  |                                                                        | Henrietta Danneskioldsko-Samsøeská       |  |  |  |  |  |  |  |                                                               |
|                                     |                                                                      |  |                                                                        |                                          |  |  |  |  |  |  |  |                                                               |
|                                     | Karolína Matylda Šlesvicko-Holštýnsko-Sonderbursko-Augustenburská    |  |                                                                        |                                          |  |  |  |  |  |  |  |                                                               |
|                                     |                                                                      |  |                                                                        |                                          |  |  |  |  |  |  |  |                                                               |
|                                     |                                                                      |  |                                                                        | Karel Ludvík Hohenlohe-Langenburský      |  |  |  |  |  |  |  |                                                               |
|                                     |                                                                      |  |                                                                        |                                          |  |  |  |  |  |  |  |                                                               |
|                                     | Arnošt I. z Hohenlohe-Langenburgu                                    |  |                                                                        |                                          |  |  |  |  |  |  |  |                                                               |
|                                     |                                                                      |  |                                                                        |                                          |  |  |  |  |  |  |  |                                                               |
|                                     |                                                                      |  |                                                                        | Amálie Henrietta ze Solms-Baruth         |  |  |  |  |  |  |  |                                                               |
|                                     |                                                                      |  |                                                                        |                                          |  |  |  |  |  |  |  |                                                               |
|                                     | Adléta z Hohenlohe-Langenburgu                                       |  |                                                                        |                                          |  |  |  |  |  |  |  |                                                               |
|                                     |                                                                      |  |                                                                        |                                          |  |  |  |  |  |  |  |                                                               |
|                                     |                                                                      |  |                                                                        | Emich Karel Leiningenský                 |  |  |  |  |  |  |  |                                                               |
|                                     |                                                                      |  |                                                                        |                                          |  |  |  |  |  |  |  |                                                               |
|                                     | Feodora Leiningenská                                                 |  |                                                                        |                                          |  |  |  |  |  |  |  |                                                               |
|                                     |                                                                      |  |                                                                        |                                          |  |  |  |  |  |  |  |                                                               |
|                                     |                                                                      |  |                                                                        | Viktorie Sasko-Kobursko-Saalfeldská      |  |  |  |  |  |  |  |                                                               |
|                                     |                                                                      |  |                                                                        |                                          |  |  |  |  |  |  |  |                                                               |